# Варас, Карлос
Карлос Варас (исп. Carlos Varas; род. 1970) — чилийский  биатлонист, участник зимних Олимпийских игр 2002 года.

## Карьера
На международных соревнованиях чилиец дебютировал в сезоне 2000/2001 на этапе в австрийском Хохфильцене, где в индивидуальной гонке стал 111-м из 112-ти участников, а в спринте финишировал также предпоследним — 118-м. В конце сезона на предолимпийской неделе в Солт-Лейк-Сити показал лучший для себя результат – 90-е место из 91-го участника в индивидуальной гонке.
Завершением сезона стал чемпионат мира по лыжным видам спорта среди военных, который прошёл в американском Джерихо. Хуан занял 76-е место в биатлонном спринте.
Сезон 2001/2002 был вторым и последним для чилийца. На Олипмпийских играх в Солт-Лейк-Сити он достиг пика своей карьеры — дважды стал 86-м (последним из финишировавших участников): в индивидуальной гонке и спринте.
Карлос Варас  вместе с Клаудией Барренечеа стали первыми чилийскими биатлонистами, которые выступили на Олимпийских играх.

### Участие в Олимпийских играх
| Год  | Место проведения | Инд | Спр | Прс | Эст |
| 2002 | Солт-Лейк-Сити   | 86  | 86  | —   | —   |